# Tusculum (Stany Zjednoczone)
Tusculum – miasto w Stanach Zjednoczonych, w stanie Tennessee, w hrabstwie Greene.